# Гашими, Ахмад Хуссейн
Ахмад Хуссейн аль-Гашими (араб.  أحمد حسين الغشمي‎; 1941 — 24 июня 1978) — йеменский военный и государственный деятель; 4-й президент Йеменской Арабской республики (11 октября 1977 — 24 июня 1978).

## Биография
Родился в Дхела, мухафаза Сана. Стал военным после революции 1962 года. Дослужился до командира 1-й танковой дивизии. Был одним из организаторов переворота 13 июня 1974 года, занял посты начальника генштаба и заместителя начальника Совета Военного Командования.
После убийства президента Ибрагима Мохаммеда Хамди (в причастности к которому часто подозревают аль-Гашими) 11 октября 1977 года Совет Военного Командования был реорганизован в Президентский совет из трёх человек: аль-Гашими (председатель), премьер-министр Абдель Азиз Абдель Гани и член бывшего Совета командования А. Абдель Алим.
В период правления аль-Гашими было созвано Учредительное народное собрание, имевшее в основном совещательные функции. Бо́льшая часть его депутатов была назначена военными. Оппозиционные силы объединились в рамках левого Национально-демократического фронта (НДФ), поддерживавшегося НДРЙ.
23 июня 1978 года президент НДРЙ Салем Рубайя Али обратился к аль-Гашими и попросил принять своего личного представителя с конфиденциальным посланием. В портфеле представителя якобы должно было находиться личное письмо президента НДРЙ по вопросам объединения двух Йеменов в единое государство. На самом деле в портфеле оказалась бомба, которая взорвалась во время встречи аль-Гашими и посланника. Аль-Гашими был смертельно ранен, погиб и посланец южнойеменского руководства. Через 3 дня, после попытки вооружённого мятежа, Салем Рубайя Али был расстрелян у себя на родине.